# Карповська свита (Хмельниччина)
Розріз середньої частини канилівської серії (Карповська свита) — геологічна пам'ятка природи неподалік с. Лоївці, за 0,8 км південніше північної околиці села Яр на лівому березі р. Жарнівка на Хмельниччині. Була оголошена рішенням Хмельницького облвиконкому № 278 від 04.09.1982 року.

## Опис
Один з небагатьох незатоплюваних розрізів жарнівської свити з відбитками рослин і м'якотілих організмів.
Площа — 1,5 га.

## Скасування
Станом на 01.01.2016 року об'єкт не міститься в офіційних переліках територій та об'єктів природно-заповідного фонду, оприлюднених на Єдиному державному вебпорталі відкритих даних http://data.gov.ua/ [Архівовано 4 травня 2016 у Wayback Machine.]. Проте ні в Міністерстві екології та природних ресурсів України, ні у Департаменті екології та природних ресурсів Хмельницької обласної державної адміністрації відсутня інформація про те, коли і яким саме рішенням було скасовано даний об'єкт природно-заповідного фонду..